# Herkules (Královská zahrada)
Herkules (Herkulova kašna) se nachází v Královské zahradě v Praze na Pražském hradě. Pochází z roku 1670 (jak je uvedeno nad výklenkem) a vytvořil ji sochař Jan Jiří Bendl (zřejmě inspirován plastikami Adriana de Vries). Plastika znázorňuje Herkula, bojujícího s trojhlavým Kerberem. Z jeho tlam tryská voda do menší mušlovité nádrže a odtud protéká do spodní, větší mísy. Kašna je usazena v mohutném, bohatě zdobeném výklenku.